# Fortifications de Saint-Laurent
Les fortifications de Saint-Laurent sont un ensemble de plusieurs casemates positionnés sur deux positions différentes dans la commune de Plérin dans les Côtes-d'Armor. Elles ont toutes été construites entre 1940 à 1944.
Le premier secteur (Wn Po 06) se situe à entrée du port du Légué. La seconde (Wn Po 07) se situe à la pointe de Châtel Renault.

## Historique

### Contexte
Le 18 juin 1940, la Wehrmacht (armée allemande du Troisième Reich) entre dans la ville de Rennes, puis le 19 juin c'est au tour de Saint-Brieuc. La commune de Plérin est probablement occupée le même jour.
Durant la Seconde Guerre mondiale, les Allemands construisent, quelque temps après leur arrivée dans la commune de Plérin au début de septembre 1940, des ouvrages militaires fortifiés sur la côte, sous maîtrise d'ouvrage de l'Organisation Todt faisant partie du mur de l'Atlantique, qu'ils nomment sur quatre positions différentes. Les quatre points de fortifications sont l'entrée du port du Légué et la pointe de Châtel Renault (Wn Po 06 et Po 07), la pointe du Roselier (Wn Po 08) et la plage des Rosaires (Wn Po 09). Wn est l'abréviation de Widerstandsnest (nid de résistance), Po pour le secteur de Pontrieux et les chiffres pour le numéro du secteur ; ils sont donc à suivre d'Est à l'Ouest. La plupart de ces infrastructures sont toujours présentes.

### Durant l'occupation
L'entreprise Laminoir et Trefileries de Paris (LTP), qui était chargé par l'Organisation Todt d'effectuer des travaux de défense des plages, réquisitionna l'hôtel Printania, situé 3 rue du Phare à Plérin. Il est aujourd'hui transformé en appartements. L'Unteroffizier Heintz s'installa en mai 1941 dans une villa juste au-dessus de la casemate de la plage des Nouëlles, aujourd'hui détruite et remplacée par une autre maison.

### Aujourd'hui
À l'heure actuelle, aucune étude des lieux a été officiellement effectuée.

## Description
Ce secteur était divisé en deux positions différentes.

### SecteurWn Po 06
A l'entrée du port du Légué, près du phare de la Pointe-à-l'Aigle, les allemands ont construit au bout de la rue du Phare, un tunnel dans la roche. Cette partie était probablement sécurisée avec des mitrailleuses de type MG 34 ou MG 42 pour défendre l'entrée du port du Légué.
Ce tunnel est aujourd'hui fermé par une grille métallique et des éléments de maçonnerie. Il est inaccessible et sert de refuge pour les chauves-souris.

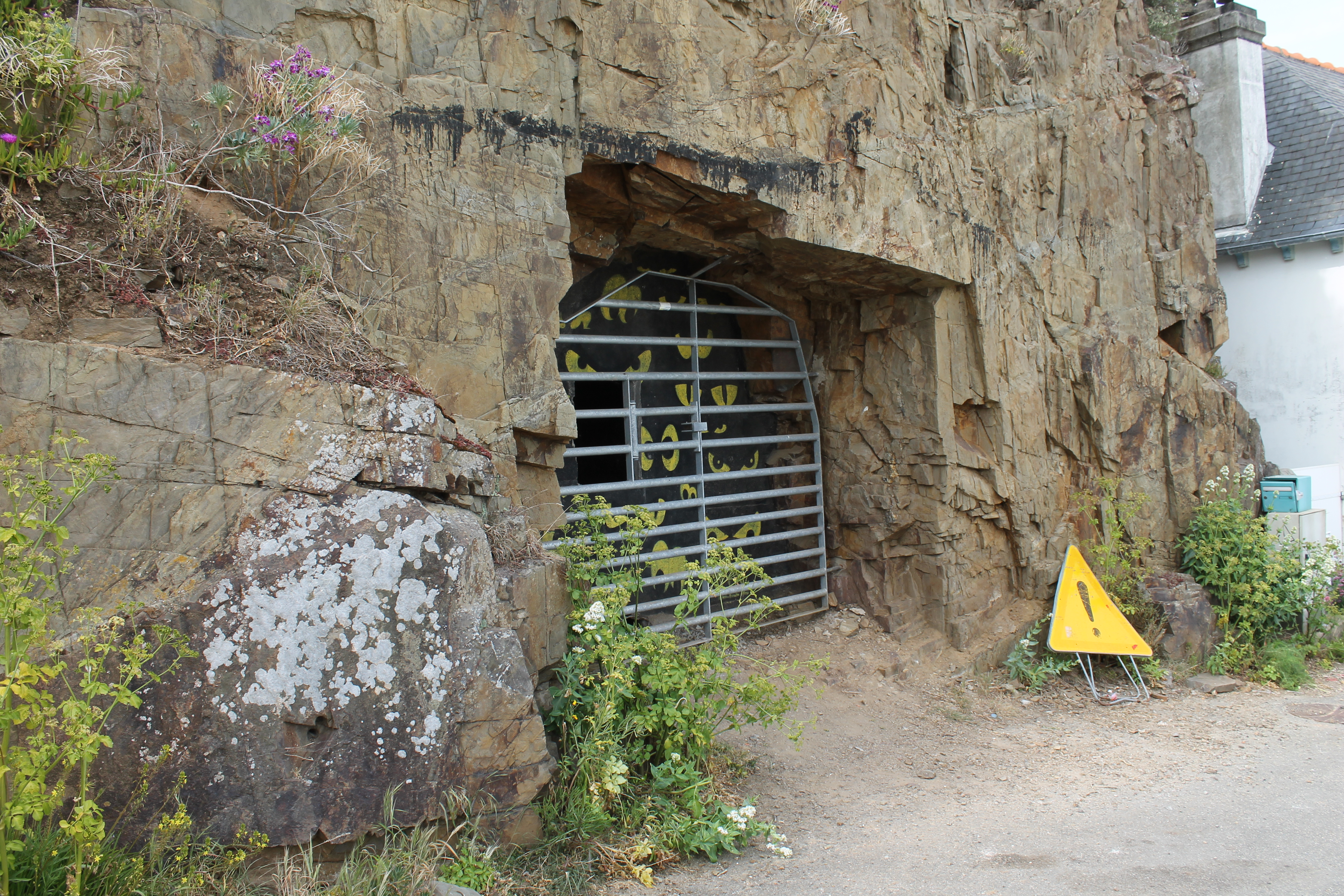
Entrée du tunnel, rue du Phare, fermé par une grille.
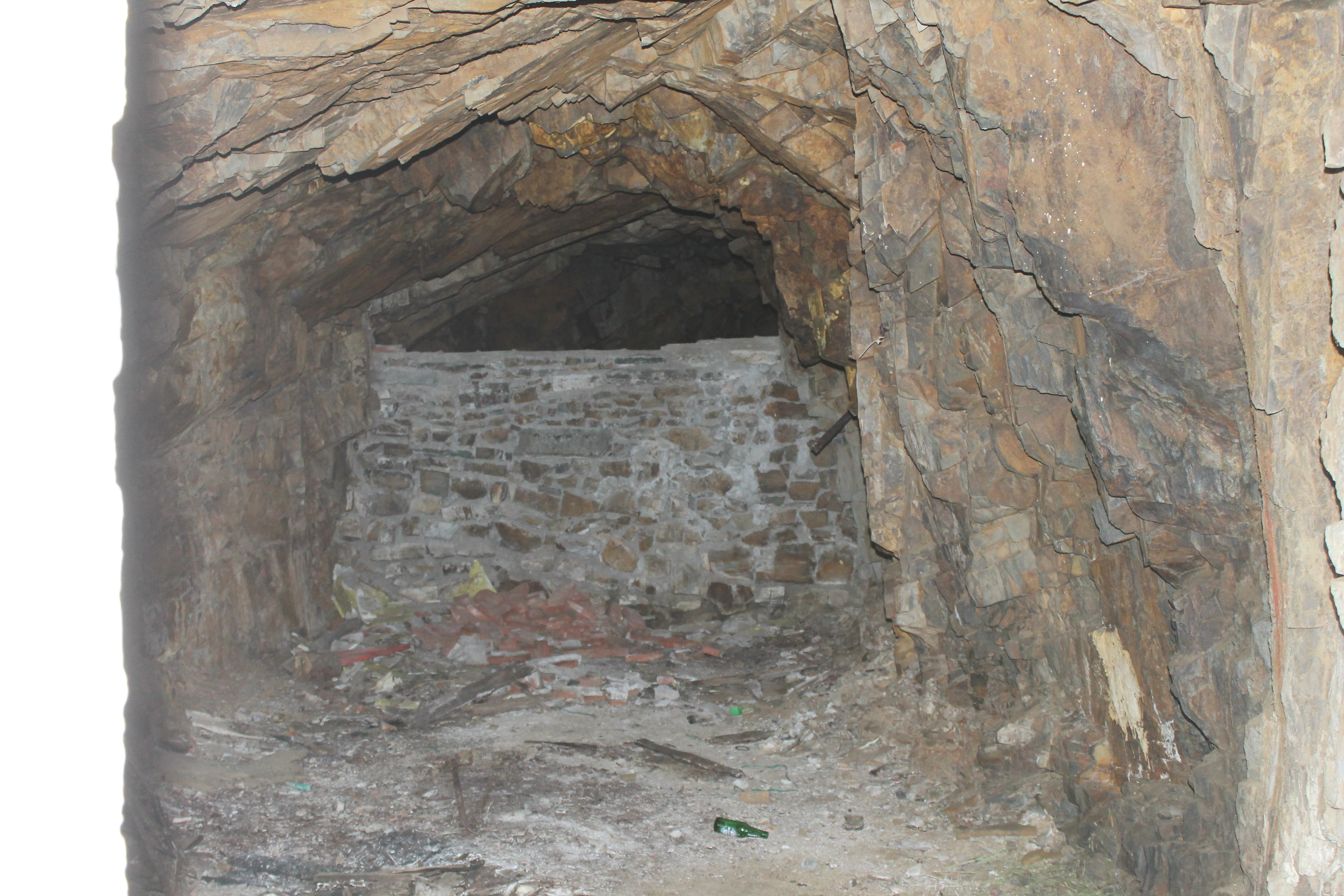
Intérieur du tunnel depuis la grille, partiellement fermée par un mur.
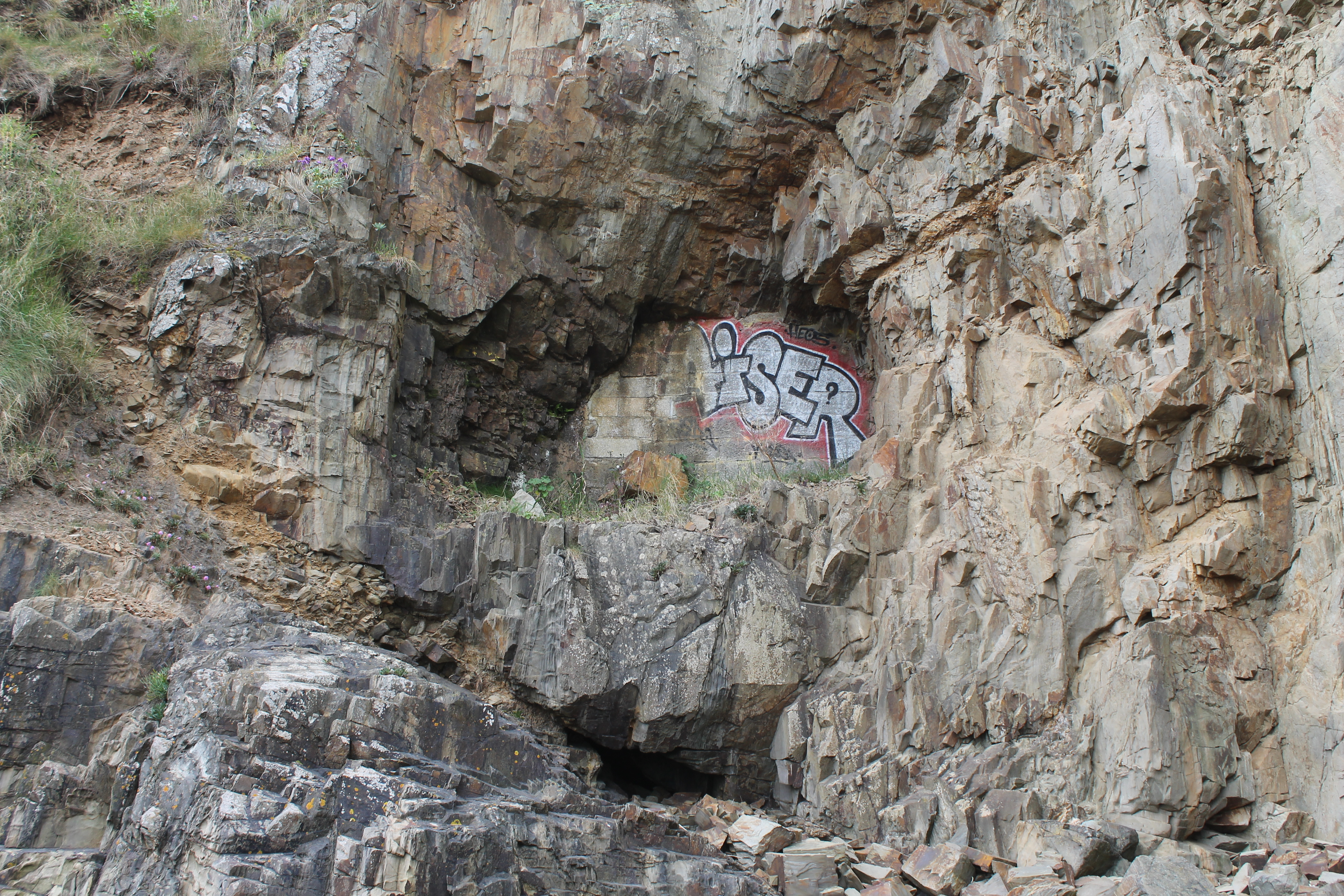
Sortie du tunnel dans la falaise, juste après le phare. Une mitrailleuse devait y être placée.

### SecteurWn Po 07

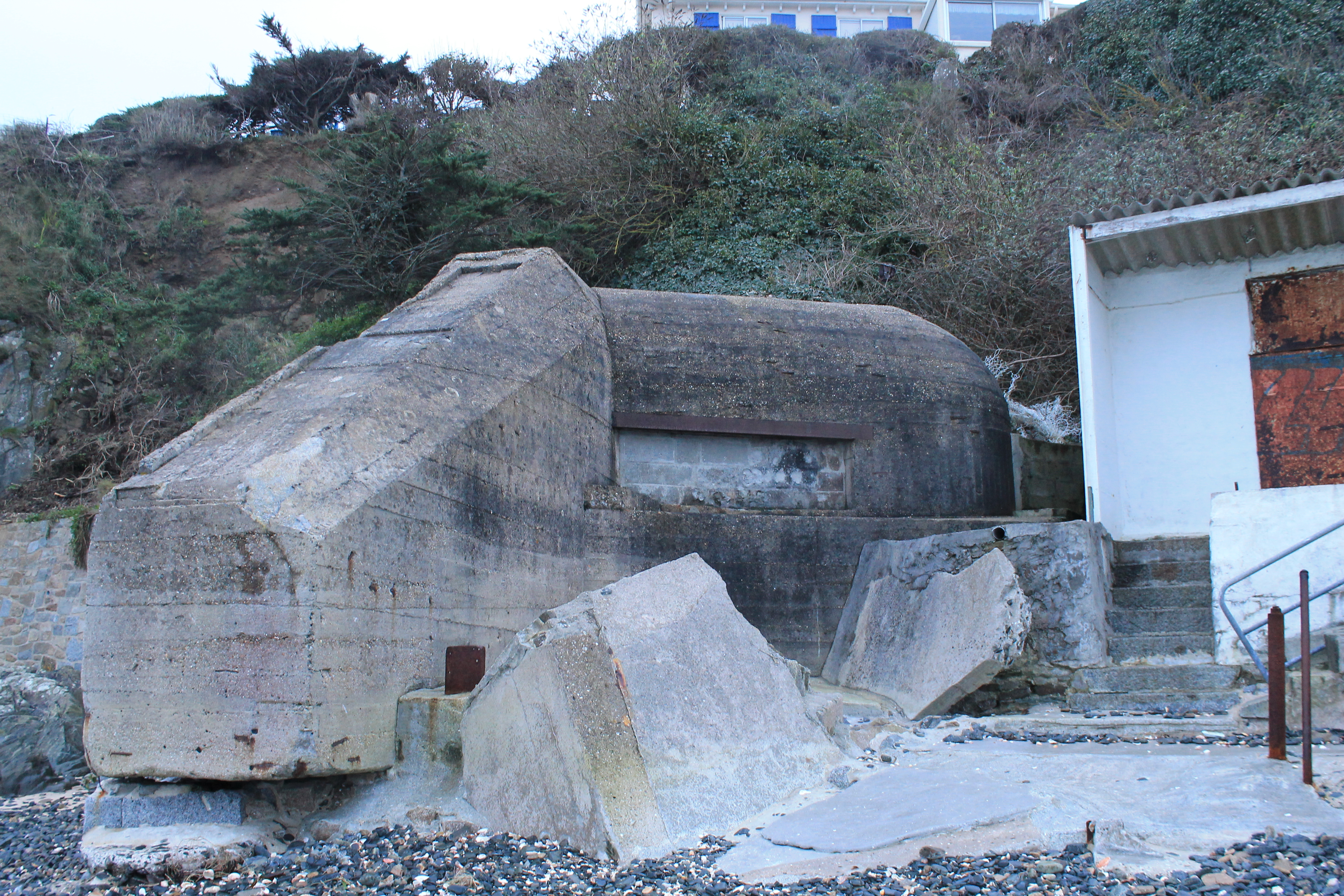
Bunker type 667 de la plage des Nouëlles.

La pointe de Châtel Renault disposait de cinq blockhaus ainsi que d'un tunnel.
La première casemate, de type Regelbau 667, est située sur la plage des Nouëlles au bord de la falaise et est toujours présent. Elle était équipée d'un canon 5-cm KwK 38 ou 5-cm KwK 39. Avec un angle de tir de 60°, il dominait les plages des Nouëlles et de Saint-Laurent jusqu'aux falaises de la pointe du Roselier,.
Le tunnel, creusé dans la falaise près de ce bunker, remonte jusqu'à la rue des 3 Plages dans le jardin d'une maison de la pointe où se situent un ou deux blockhaus, de type Regelbau 501, permettant de loger dix soldats chacun. Le tunnel permettait d'acheminer hommes et munitions à l'abri mais dispose également de deux positions de mitrailleuses dans les falaises (vers la plage des Nouëlles et vers l'anse aux Moines). Il est toujours présent mais fermé au public car situé sur une propriété privée.
Une troisième casemate, de type Regelbau 677 ou 680, est située sous une maison au bout de la rue du Mont Houvet. Il pointe son angle de tir vers le Sud-Ouest, dos à la plage, probablement pour protéger ce secteur en cas d'attaque terrestre tel qu'avec des chars ou véhicules léger.

### Les plages

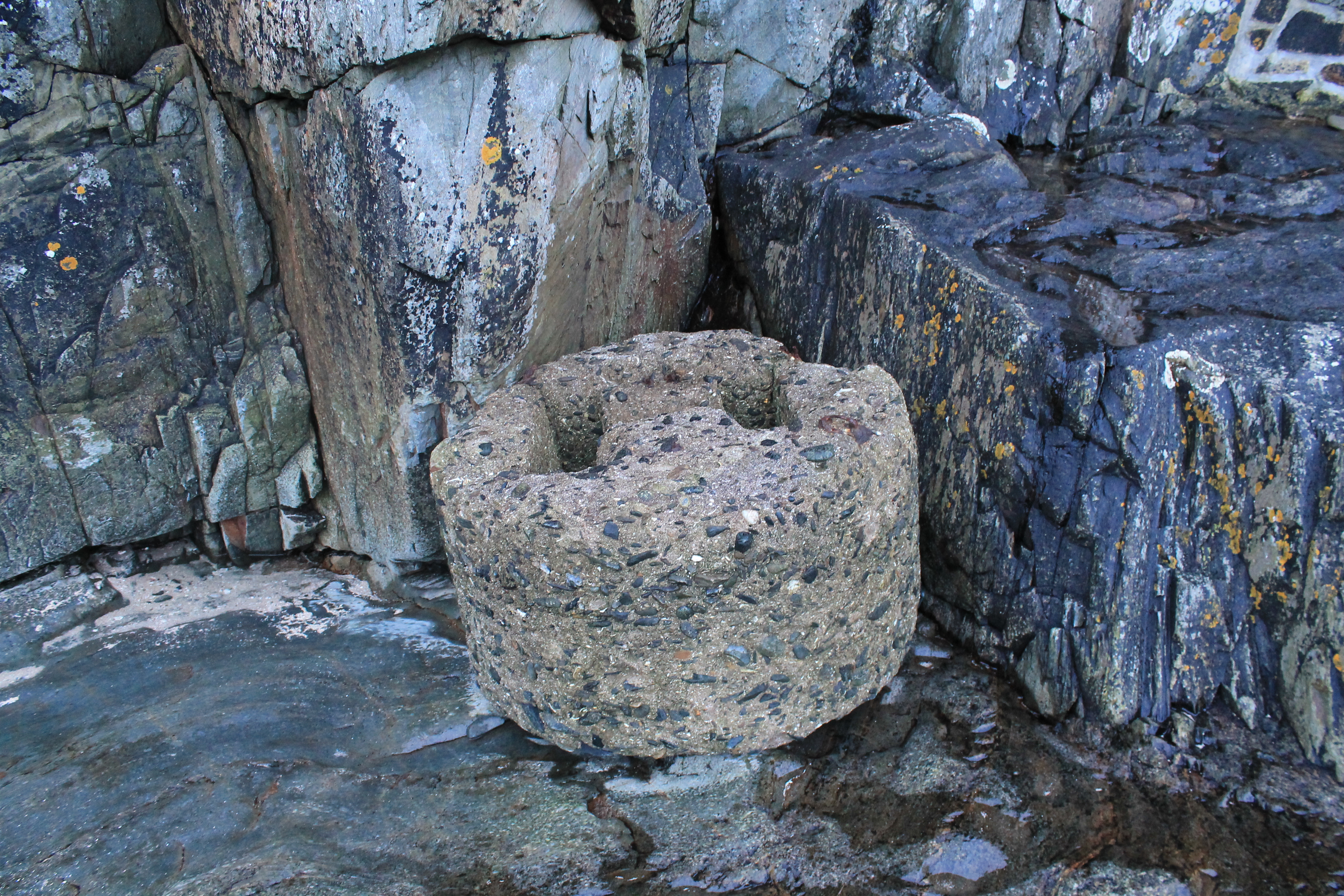
Un nussknacker situé près de la plage des Nouëlles.

Les plages des Nouëlles et de Saint-Laurent étaient recouvertes de nussknackers et d'autres éléments anti-débarquement tels que des pieux en bois, des hérissons tchèques, des fils de fer barbelés et probablement des emplacements avec mitrailleuses (modèles MG 34 ou MG 42). Le bois provenait de la forêt de Lorge qui était ensuite acheminé par l'entreprise Laminoir et Trefileries de Paris (LTP) qui était chargé de par l'Organisation Todt d'effectuer ces travaux de défense. L'entreprise réquisitionna l'hôtel Printania, situé 3 rue du Phare à Plérin, aujourd'hui transformé en appartements.